# ヴァンデルレイ・サントス・モンテイロ・ジュニオール
ヴァンデルレイ（Wanderley）ことヴァンデルレイ・サントス・モンテイロ・ジュニオール（ポルトガル語: Wanderley Santos Monteiro Júnior、1988年10月11日 - ）は、ブラジルのサッカー選手。ポジションはFW。

## クラブ歴

### ポンチ・プレッタ
AAポンチ・プレッタの下部組織出身で、2006年にトップチームに昇格した。カンピオナート・パウリスタでチーム2位の3得点を記録した事からクラブと契約を更新した。カンピオナート・ブラジレイロ・セリエAが始まると再びユースに割り当てられたが、4月30日に全国1部初出場を記録、結局11試合に出場した。
2008年にはカンピオナート・ブラジレイロ・セリエBの開幕2ヶ月で3得点を記録。この結果にクルゼイロECが興味を持ち、7月に3年契約で移籍、契約最終年の移籍金がポンチ・プレッタに支払われた。

### クルゼイロ
2008年のカンピオナート・ブラジレイロ・セリエAでは散発的に起用され、12月7日の最終節に初得点を記録したのみとなった。
2009年も出場機会に乏しかったため、9月1日にECサント・アンドレに期限付き移籍。6日のデビュー戦で初得点を記録した。彼自身は10試合4得点の結果を残したものの、サント・アンドレは降格した。
2010年1月に1年の期限付き移籍でADサンカエターノに加入。洲選手権で22試合5得点、クラブもまた準優勝を記録した。
同年5月にグレミオ・バルエリに期限付き移籍先を変更。カンピオナート・ブラジレイロ・セリエAで17試合5得点を記録した。

### フラメンゴ
2011年1月に3年契約でCRフラメンゴに移籍。カンピオナート・カリオカでは憧れのロナウジーニョと得点王争いを繰り広げた。カンピオナート・ブラジレイロ・セリエAでは6試合のみの出場となった。

### アル・アラビ
2011年7月6日にカタール・スターズリーグのアル・アラビ・ドーハが200万レアルで彼の獲得を発表。背番号はフラメンゴ時代と同じく33番。8月15日に移籍後初出場となったが、この試合で2得点を決めて3-0の勝利というデビュー戦になった。9日後にも得点を決めて、カップ戦で優勝した。しかし9月17日のリーグ第1節で靭帯を負傷、手術が必要になったためブラジルに一時帰国、シーズン全てを棒に振った。翌シーズンは15試合4得点、3シーズン目は19試合12得点と活躍した。

### シャールジャ
2014-15シーズン開幕前にアラビアン・ガルフ・リーグのシャールジャFCにパウロ・ボナミゴ監督の伝手で移籍、ポンチ・プレッタ時代に指導を受けた恩師との再会となった。1年目から25試合17得点で得点ランキング3位の活躍を見せた。翌シーズンも15得点を記録したため、契約は残り1年あったが、他のクラブが倍額の給与でオファー、これに敵わなかったシャールジャに対して彼は退団を宣告した。

### アル・ナスル
2016年7月に3年契約でアル・ナスルSCに加入。しかしアル・ナスルでの選手生活ではいきなり後述の国籍問題が浮上。結果としてアジアサッカー連盟は出場禁止処分を下し、アル・ナスルの登録外となった。翌1月に再び選手登録が出来るようになったが、アラブ首長国連邦サッカー協会は10試合の出場停止処分を言い渡した 。結局選手として出場できるようになったのは3月11日で、この試合でアディショナルタイムにペナルティキックを決めた。
2017-18シーズンも第3節で膝を負傷、再び数ヶ月の離脱となった。12月と1月にカップ戦で復帰を果たしたものの、3月14日に放出された。

### コリチーバ
2018年内は膝の負傷もあって無所属が続いた。2019年1月24日にコリチーバFCがカンピオナート・パラナエンセ終了まで、つまり4月までの契約で彼を獲得。しかし3月18日まで出場がなかった。ライバルのロンドリーナECから唯一の得点を奪ったが、この試合でも負傷した。この状態にもかかわらずクラブは契約を延長、カンピオナート・ブラジレイロ・セリエBにも参加出来るようになった。

## パスポート偽造問題
2016年夏、インドネシアのパスポートを取得したため、アラブ首長国連邦サッカー協会のアラビアン・ガルフ・リーグにはインドネシア人として登録され、同リーグ史上初のインドネシア人となった。しかし9月にはこのパスポートが偽造であった事が発覚、アジアサッカー連盟から出場停止処分を受けた。これは当時所属していたアル・ナスルにも大きな影響を与えた。というのもアル・ナスルはAFCチャンピオンズリーグ2016に出場しており、8月24日の決勝トーナメントではインドネシア人として出場した彼が2得点し3-0の勝利を掴んでいた。11月11日にアル・ナスルと彼は偽造を認め、彼は9月2日に遡ってからの3ヶ月の出場停止処分、クラブはAFCチャンピオンズリーグ2018出場禁止及び罰金を下された。また、彼に関してはアラブ首長国連邦サッカー協会からもアジアサッカー連盟とは別に10試合の出場停止処分が下された。